# 五邑司徒浩中學

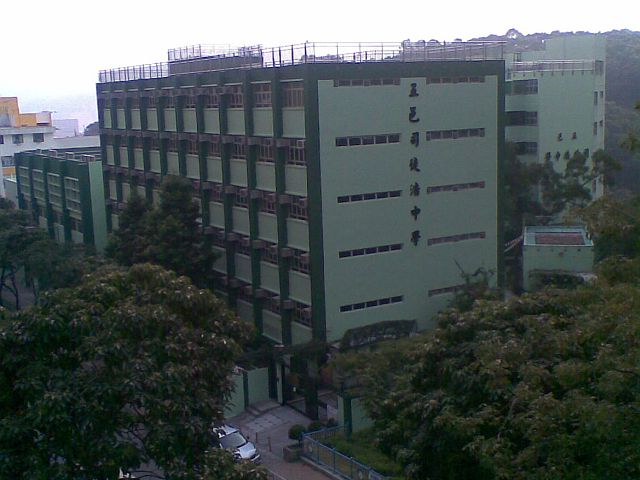
五邑司徒浩中學東北面

五邑司徒浩中學（英語：FDBWA Szeto Ho Secondary School）是香港一間資助中學，位於九龍藍田啟田道7號，鄰近啟田商場，佔地6000平方米，男女生俱收，學生約有715人。校風良好，注重學生的儀表，亦鼓勵同學五育均衡發展。該校由香港五邑工商總會在1978年創辦，並以宏德機器鐵工廠創辦人司徒浩冠名。初期，由於永久校舍尚未竣工，曾一度借用藍田邨香港八和會館小學（現李志達紀念學校）校舍上課，直至1979年暑假才遷入現址。

## 辦學宗旨
學校本「完人教育」為鵠的，以有教無類的精神，致力培育學生德、智、體、群、美五育均衡發展。

## 交通
直達學校的公共交通工具：
港鐵
- █  觀塘綫：藍田站A出口（步行約4分鐘）

巴士
- 14D、15、15A、16M、N29、38、93M、E22、215X、216M、690、694[3]

## 學校設施
該校已安裝空調及鋪設資訊網絡。全校共有27間課室和21間特別室，有一個多媒體學習室（MMLC）、一個電腦室、兩個視聽室、藏書逾16,000冊的圖書館、兩個教員室、二個特別室及七個輔導室。

## 教師名單
請瀏覽學校網頁。

## 歷屆行政人員

### 校監
- 司徒英漢 先生（1978年-2006年；為冠名人司徒浩兒子）
- 鄧漢秋 先生（2006年起，現任校監，兼任辦學團體總監督）

### 校長
- 羅宇咨 先生（1978年-？，創校校長）
- 許小光 先生
- 李碧茵 女士
- 陳麗儀 女士
- 馮嘉慧 女士（現任校長）

## 翻新工程
於2007年7月至2008年10月進行，包括翻新全校課室，地下教員室外的地板，全校外牆翻油，加裝斜台，在新翼樓梯外牆加上五邑司徒浩中學和安裝紅外線擴音器等。

## 著名/傑出校友
- 李慧琼，SBS，JP：立法會議員（九龍中）、立法會內務委員會主席、九龍城區議會議員 （土瓜灣北）、民建聯主席、前行政會議成員
- 關宛珊：無綫電視藝人
- 郭文迪：前香港足球代表隊球員
- 吳少芳（Jodi）：前香港女子組合Face To Face成員（初中）
- 伍步暉：柔道香港代表隊 成員 連續數屆柔道形香港冠軍 曾出戰國際及亞洲賽事 MMA綜合格鬥職業選手 肌力與體式能專家 星級教練，訓練指導歌影視明星等知名人士 多次受不同媒體節目專訪及組織活動邀請表演及教學示範
- 陳麗儀：此校離任校長
- 巢嘉倫：演藝學院畢業生

## 外部連結
- 五邑司徒浩中學（页面存档备份，存于）